# Aeroportul Marib
Aeroportul Marib (IATA: MYN, ICAO: OYMB) este un aeroport din Marib District⁠(d), Guvernoratul Ma'rib, Yemen ce deservește zona Ma'rib.
Situat la o altitudine de 1.006 m, aeroportul dispune de o singură pistă.